# Penicillium montanense
Penicillium montanense är en svampart som beskrevs av M. Chr. & Backus 1963. Penicillium montanense ingår i släktet Penicillium och familjen Trichocomaceae.   Inga underarter finns listade i Catalogue of Life.